# Megabruchidius tonkineus
Megabruchidius tonkineus là một loài bọ cánh cứng trong họ Bruchidae. Loài này được Pic miêu tả khoa học năm 1904.

## Hình ảnh

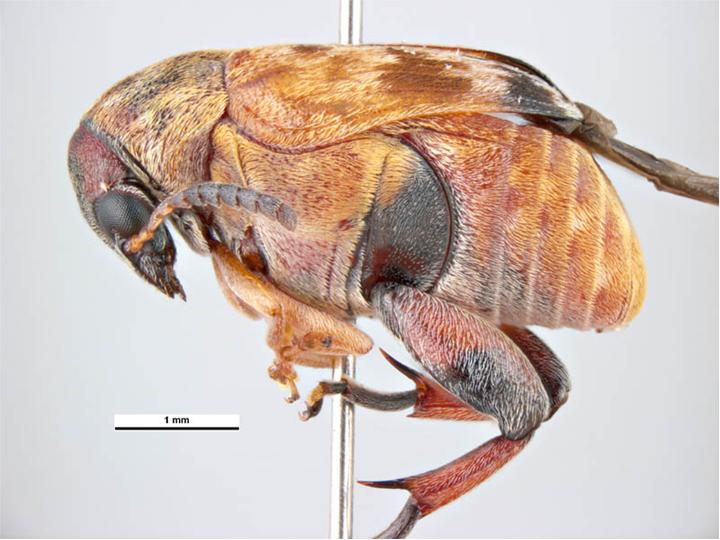
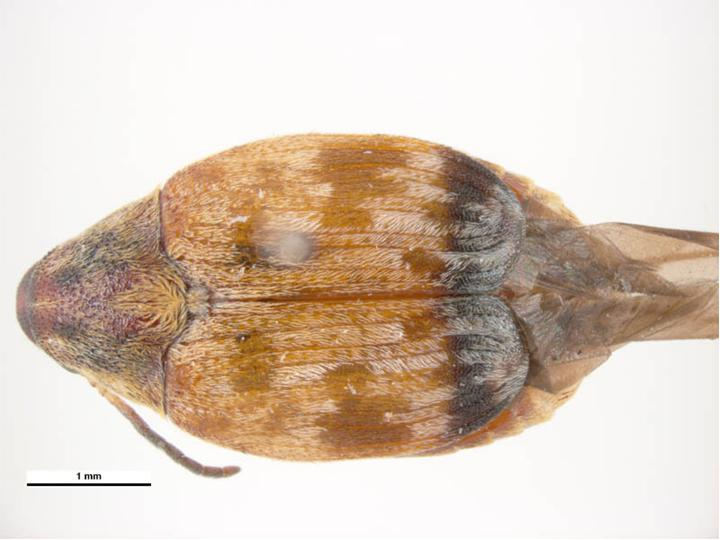
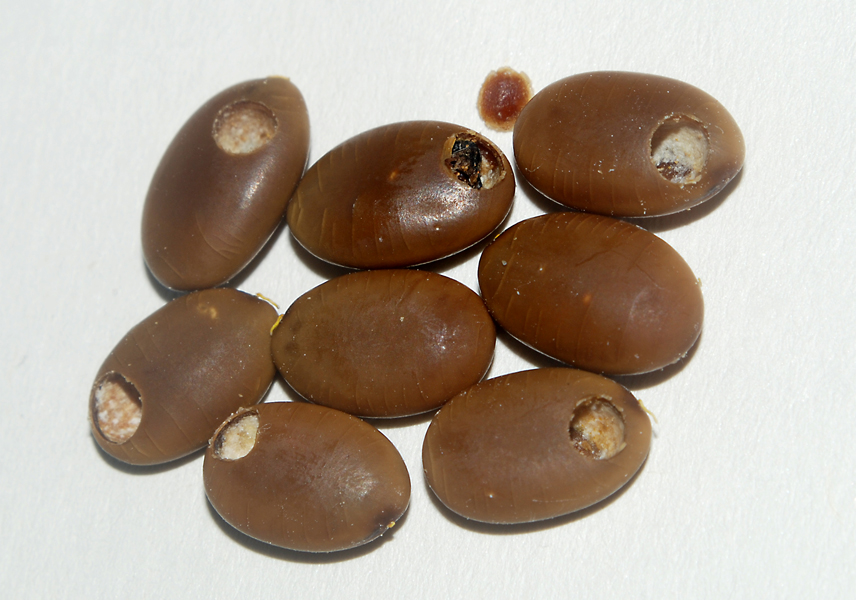
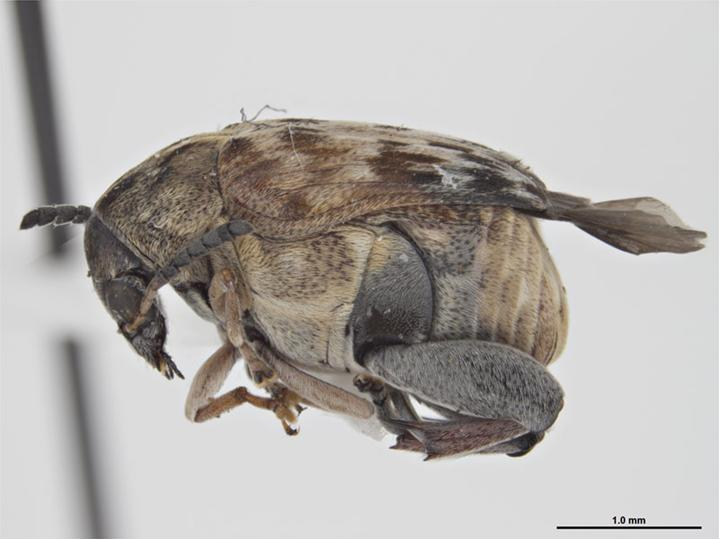